# Campeonato Argentino de Clubes 1984
El Campeonato Argentino de Clubes 1984, también conocido como Liga Nacional de Transición, fue la última edición del Campeonato Argentino de Clubes previo al inicio de la Liga Nacional de Básquet. El campeón fue el Club Deportivo San Andrés.

## Formato
Se otogaron 10 plazas para la Liga de Transición sobre la base de los últimos diez campeonatos. Cuatro plazas correspondieron a Capital Federal y dos para Provincia de Buenos Aires, Córdoba y Santa Fe.
Se dividió a los equipos en 2 grupos: Azul y Blanco y los líderes clasificaron directamente a semifinales, para eliminarse con el formato de mejor de tres. Los seis primeros aseguraron la plaza en la Liga Nacional de Básquet 1985 y el campeón la participación en el Campeonato Sudamericano de Clubes Campeones de 1985.

## Fase regular

### Grupo Azul
| Equipo               | PJ | PG | PP | Pts |
| -------------------- | -- | -- | -- | --- |
| Pacífico             | 18 | 14 | 4  | 32  |
| River Plate          | 18 | 14 | 4  | 32  |
| Ferro Carril Oeste   | 18 | 14 | 4  | 32  |
| Almagro de Esperanza | 18 | 7  | 11 | 28  |
| Institutox           | 18 | 1  | 16 | 18  |

|  |                             |
|  | Clasificados a semifinales. |

- (x) -  Perdió un encuentro frente a Ferro por no presentarse.

### Grupo Blanco
| Equipo                      | PJ | PG | PP | Pts |
| --------------------------- | -- | -- | -- | --- |
| Atenas                      | 18 | 10 | 8  | 28  |
| San Andrés                  | 18 | 9  | 9  | 27  |
| Sport Club Cañadense        | 18 | 7  | 11 | 25  |
| Boca Juniors                | 18 | 7  | 11 | 25  |
| Estudiantes de Bahía Blanca | 18 | 7  | 11 | 25  |

|  |                             |
|  | Clasificados a semifinales. |

## Campeonato
|  | Semifinales | Semifinales | Semifinales |             |          | Final    | Final      | Final      |   |  | Final | Final | Final |  |
|  |             |             |             |             |          |          |            |            |   |  |       |       |       |  |
|  |             |             |             |             |          |          |            |            |   |  |       |       |       |  |
|  | San Andrés  | San Andrés  | 1           |             |          |          |            |            |   |  |       |       |       |  |
|  | San Andrés  | San Andrés  | 1           |             |          |          |            |            |   |  |       |       |       |  |
|  | Ferro       | Ferro       | 0           |             |          |          |            |            |   |  |       |       |       |  |
|  | Ferro       | Ferro       | 0           |             | Pacífico | Pacífico | 0          |            |   |  |       |       |       |  |
|  |             |             |             |             | Pacífico | Pacífico | 0          |            |   |  |       |       |       |  |
|  |             |             | San Andrés  | San Andrés  | 2        |          |            |            |   |  |       |       |       |  |
|  |             |             | San Andrés  | San Andrés  | 2        |          |            |            |   |  |       |       |       |  |
|  |             |             |             |             |          |          |            |            |   |  |       |       |       |  |
|  |             |             |             |             |          |          |            |            |   |  |       |       |       |  |
|  |             |             |             |             |          |          | San Andrés | San Andrés | 2 |  |       |       |       |  |
|  |             |             |             |             |          |          |            |            | 2 |  |       |       |       |  |
|  |             |             | River Plate | River Plate | 1        |          |            |            |   |  |       |       |       |  |
|  |             |             | River Plate | River Plate | 1        |          |            |            |   |  |       |       |       |  |
|  |             |             |             |             |          |          |            |            |   |  |       |       |       |  |
|  |             |             |             |             |          |          |            |            |   |  |       |       |       |  |
|  |             | Atenas      | Atenas      | 1           |          |          |            |            |   |  |       |       |       |  |
|  |             |             |             | 1           |          |          |            |            |   |  |       |       |       |  |
|  |             |             | River Plate | River Plate | 2        |          |            |            |   |  |       |       |       |  |
|  |             |             | River Plate | River Plate | 2        |          |            |            |   |  |       |       |       |  |
|  |             |             |             |             |          |          |            |            |   |  |       |       |       |  |
|  |             |             |             |             |          |          |            |            |   |  |       |       |       |  |
|  |             |             |             |             |          |          |            |            |   |  |       |       |       |  |
|  |             |             |             |             |          |          |            |            |   |  |       |       |       |  |

### Final
| 19 de diciembre | San Andrés | 97–85 | River Plate |  |  |  |
|                 |            |       |             |  |  |  |
|                 |            |       |             |  |  |  |
| 1-0             |            |       |             |  |  |  |
|                 |            |       |             |  |  |  |

| 21 de diciembre | River Plate | 103–93 | San Andrés |  |  |  |
|                 |             |        |            |  |  |  |
|                 |             |        |            |  |  |  |
| 1-1             |             |        |            |  |  |  |
|                 |             |        |            |  |  |  |

| 22 de diciembre | San Andrés | 87–81 | River Plate |  |  |  |
|                 |            |       |             |  |  |  |
|                 |            |       |             |  |  |  |
| 2-1             |            |       |             |  |  |  |
|                 |            |       |             |  |  |  |

 San Andrés se consagró campeón al ganar la serie final 2-1 

San Andrés

Campeón

1.er título

## Posiciones finales
|      |                             | Partidos | Ganados | Perdidos | Puntos |
| ---- | --------------------------- | -------- | ------- | -------- | ------ |
| 1.°  | San Andrés                  | 24       | 14      | 10       | 38     |
| 2.°  | River Plate                 | 24       | 17      | 7        | 41     |
| 3.°  | Pacífico                    | 20       | 14      | 6        | 34     |
| 4.°  | Atenas                      | 21       | 11      | 10       | 32     |
| 5.°  | Ferro Carril Oeste          | 19       | 14      | 5        | 33     |
| 6.°  | Estudiantes de Bahía Blanca | 18       | 7       | 11       | 25     |
| 7.°  | Sport Club Cañadense        | 18       | 7       | 11       | 25     |
| 8.°  | Boca Juniors                | 18       | 7       | 11       | 25     |
| 9.°  | Almagro de Esperanza        | 18       | 7       | 11       | 25     |
| 10.° | Institutox                  | 18       | 1       | 16       | 18     |

## Plantel campeón
- 4 – Eduardo Espósito
- 5 - Marcelo López
- 6 - Orlando Salinas
- 7 – Ricardo Rattone
- 8 – Ernie Graham
- 9 – Jorge Ferrini
- 10 – Carlos Berrondo
- 11 – Carlos Ballester
- 12 – Eduardo Cadillac
- 13 – Fabian De Giorgi
- 14 – Luis Oroño
- 15 – Jorge Del Río
- DT - Heriberto Schonwies

- Integraron el plantel:
  - Merlyn Wilson
  - Alfred Barnes

## Estadísticas
El máximo anotador fue Neal Robinson de Pacífico, quien convirtió 464 puntos.
| Jugador         | Equipo               | Promedio |
| --------------- | -------------------- | -------- |
| Joseph Garret   | Almagro de Esperanza | 25,82    |
| Neal Robinson   | Pacífico             | 25,77    |
| Jorge Carrizo   | Instituto            | 25,66    |
| Ernest Graham   | San Andrés           | 24,63    |
| Kenneth Hubert  | Sport                | 23,88    |
| Daniel Aréjula  | River                | 22,27    |
| Mario Milanesio | Atenas               | 21,77    |
| Ricardo Rattone | San Andrés           | 21       |
| Kenneth Barnes  | Estudiantes          | 21,20    |
| Adolfo Perazzo  | Boca                 | 20,88    |